# بخش چانگلانگ
بخش چانگلانگ (به انگلیسی: Changlang district) یک منطقهٔ مسکونی در هند است که در آروناچال پرادش واقع شده‌است. بخش چانگلانگ ۴٬۶۶۲ کیلومتر مربع مساحت و ۱۴۸٬۲۲۶ نفر جمعیت دارد.